# Близнаци (Шуменская область)
Близнаци (болг. Близнаци) — село в Болгарии. Находится в Шуменской области, входит в общину Хитрино. Население составляет 228 человек.

## Политическая ситуация
В местном кметстве Близнаци, в состав которого входит Близнаци, должность кмета (старосты) исполняет Севдали Мехмедов Хасанов (Движение за права и свободы (ДПС)) по результатам выборов.
Кмет (мэр) общины Хитрино — Нуридин Басри Исмаил Движение за права и свободы (ДПС)) по результатам выборов.